# Джон де Йонг
Джон де Йонг (нід. John de Jong, нар. 8 березня 1977, Гаага) — нідерландський футболіст, що грав на позиції півзахисника.
Виступав, зокрема, за клуб ПСВ, з яким вигравав чемпіонат, Кубок та Суперкубок Нідерландів, а також молодіжну збірну Нідерландів, з якою був учасником молодіжного Євро-2000.

## Клубна кар'єра
Розпочав грати у футбол у аматорській команді «Вільгельмус» з рідної Гааги, а згодом перейшолв у головну команду міста «АДО Ден Гаг», де 19 серпня 1995 року дебютував у Ерстедивізі в матчі проти «Камбюра». Загалом він провів два з половиною сезони у ці команді, взявши участь у 69 матчах другого дивізіону країни, але не зміг піднятися до Ередивізі, тому взимку 1998 року перейшов до вищолігового «Утрехта». В «Утрехті» він завоював місце в стартовій одинадцятці, ставши одним із найкращих центральних півзахисників ліги, забивши 16 голів у 71 матчі чемпіонату.
У липні 2000 року де Йонг перейшов до ПСВ за 10 мільйонів гульденів (4,5 мільйона євро). Перший сезон у клубі з Ейндговена був для де Йонга успішним: з ПСВ він виграв чемпіонат Нідерландів, а незабаром став володарем Суперкубка Нідерландів. Втім Де Йонг здебільшого починав гру на лаві запасних, хоча і зіграв чимало ігор, частково завдяки виходу на заміну. Оскільки другий сезон також проходив по цьому сценарію, 2002 року було вирішено віддати гравця на сезон в оренду у «Геренвен». Там він провів чудовий сезон, забивши 9 голів, після чого зміг потрапити в стартовий склад ПСВ. У сезоні 2003/04 він грав часто, а у наступному сезоні Де Йонг підвернув коліно під час тренування, після чого у гравця почали накопичуватись травми. Загалом у сезоні 2004/05 йому вдалося забити 5 голів у 15 матчах і вдруге в кар'єрі стати чемпіоном країни, при цьому 20 березня 2005 року Джон провів свій останній офіційний матч, пам'ятну перемогу ПСВ над «Аяксом» з рахунком 4:0 на «Амстердам Арені». В результаті не граючи надалі майже три роки через травми, Де Йонг остаточно завершив кар'єру у 2008 році. На той час йому було лише тридцять років. Загалом він провів 189 ігор і забив 43 голи в Ередивізі протягом десяти сезонів, а також 18 ігор у Лізі чемпіонів, забивши 4 голи.

## Виступи за збірну
Протягом 1998—2000 років залучався до складу молодіжної збірної Нідерландів, з якою був учасником молодіжного чемпіонату Європи 2000 року, де нідерландці не вийшли з групи.
У лютому 2001 року Де Йонг був вперше викликаний до національної збірної Нідерландів на товариський матч проти Туреччини замість травмованих партнерів з ПСВ Вілфреда Бауми та Кевіна Гофланда разом із Марком ван Гінтумом. Матч на «Амстердам Арені» завершився з рахунком 0:0, а Де Йонг залишився на лаві запасних весь матч. Цей епізод залишився його єдиним запрошенням до національної збірної Нідерландів, тому Джону так і не вдалось дебютувати за «помаранчевих».

## Кар'єра функціонера
Після завершення ігрової кар'єри Де Йонг залишився у ПСВ на посаді скаута. У 2013 році він змінив Класа ван Балена на посаді голови скаутингу.
Після того, як у середині 2018 року Марсел Брандс покинув ПСВ і перейшов на роботу до «Евертона», Де Йонга призначили його наступником на посаді технічного директора клубу. Наприкінці серпня 2022 року трансфер Коді Гакпо в «Манчестер Юнайтед» не відбувся, оскільки Де Йонг хотів перенести можливий перехід через важливий матч кваліфікації Ліги чемпіонів з «Рейнджерс». Таким рішенням виявилась незадоволена наглядова рада клубу і вони визнали Де Йонга відповідальним за втрату багатьох мільйонів євро, які клуб міг використати, оскільки до групи Ліги чемпіонів нідерландська команда потрапити також не змогла. Після цього Де Йонг подав у відставку у вересні 2022 року.

## Титули і досягнення
- Чемпіон Нідерландів (2):

ПСВ: 2000/01, 2004/05
- Володар Кубка Нідерландів (1):

ПСВ: 2004/05
- Володар Суперкубка Нідерландів (3):

ПСВ: 2000, 2001, 2003